# Rhudara trepida
Rhudara trepida är en fjärilsart som beskrevs av Max Wilhelm Karl Draudt 1932. Rhudara trepida ingår i släktet Rhudara och familjen tandspinnare. Inga underarter finns listade.